# Manaquiri
Manaquiri is een gemeente in de Braziliaanse deelstaat Amazonas. De gemeente telt 20.836 inwoners (schatting 2009).